# کامشنیتسا (سینیتسا)
کامشنیتسا (به صربی: Kamešnica) یک منطقهٔ مسکونی در صربستان است که در سینیتسا واقع شده‌است. کامشنیتسا ۲۵٫۴۴ کیلومتر مربع مساحت و ۴۴۲ نفر جمعیت دارد.